# إهلال (اسم)
إِهْلَال هو اسم علم مذكر ومؤنث من أصل عربي، ومعناه هو الإشراق والوضوح.